# Comarca de Gómara
La comarca de Gómara, o Campo de Gómara, es una comarca del este de la provincia de Soria, que pertenece en parte a la Mancomunidad de los 150 Pueblos de la Tierra de Soria, de cuyos antiguos sexmos deriva, y se sitúa fundamentalmente en los valles  de los ríos Rituerto, Henar y Carabán; Ciria, también se adscribe a ella, al no haber sido de la Comunidad de Villa y Tierra de Ágreda y por su altitud, inferior a la de los pueblos más próximos de la comarca del Moncayo. Los municipios del Campo de Gómara son veintidós.

## Municipios
- Aldealafuente

- Aliud
- Almazul
- Almenar de Soria
- Bliecos
- Buberos
- Cabrejas del Campo
- Candilichera
- Carabantes
- Cihuela
- Ciria
- Deza
- Gómara
- Hinojosa del Campo
- Pinilla del Campo
- Portillo de Soria
- Quiñonería
- Reznos
- Tajahuerce
- Tejado
- Torrubia de Soria
- Villaseca de Arciel

## Geografía
Limita por el norte con la sierra del Cortado, que la separa de la comarca de Frentes, y con la del Madero, que la separa de la del Moncayo; por el sur con la sierra de las Cabezuelas y los altos del Rezadero, que la separan de Las Vicarías; por el este con los altos del Gallugar, que la separan del Aranda y con un sector de la sierras de Bigornia, de Miñana y de Valdelatorre, que la separan de la Comunidad de Calatayud (en la provincia de Zaragoza); y por el oeste aproximadamente con el río Duero y un sector de la sierra de las Cabezuelas, que la separan de la comarca de Almazán.

Se trata de una comarca cerealista. Ha sufrido en las últimas décadas una despoblación inmensa, debido a la industrialización de la agricultura y el más absoluto olvido institucional.

### Geología
El territorio ocupa parte del corredor intraibérico o plataforma soriana, cuenca intramontañosa formada por rellanos muy planos que se encuentran a gran altitud. Hay también algunas sierras preibéricas, formadas por calizas marinas cretácicas.

### Comunicaciones
Las principales vías de comunicación son las carreteras  N-234  y  CL-101 . También hay una vía verde que transcurre por su área: la vía verde F.C. Santander-Mediterráneo.

### Vegetación y fauna
Además de los campos de cereal que dominan el paisaje, posee algunos pequeños bosquetes de encina, quejigo y roble, y algunos fresnos; también sabina albar y sabina negral (en el término municipal de Ciria), y enebro común salpicando los encinares de la Sierra del Costanazo, donde puntualmente se han hecho algunas forestaciones con pino negral. En cuanto a fauna, podemos admirar perdices, liebres y aves esteparias, entre las que destaca la avutarda, si bien no cría en la zona, aunque también hay sisón, ganga ortega, alcaraván, terrera común, aguilucho cenizo y calandria común en verano; también collalba negra. La que sí nidifica en la zona, sin embargo, es el águila real, al igual que el buitre leonado y el alimoche.

A este respecto y en el contexto de la Red Natura 2000, en la comarca se ubican los siguientes LIC y ZEPA, o parte de ellos: Encinares de Sierra del Costanazo (LIC, en su totalidad), Quejigares de Gómara-Nájima (LIC, en parte), Sabinares de Ciria-Borobia (LIC, en parte), Altos Campos de Gómara (ZEPA, en su totalidad) y Cihuela-Deza (ZEPA, en su totalidad).

## Patrimonio
Son Bienes de Interés Cultural: el castillo de Almenar, el de Peroniel, la torre de Jaray, el castillo de Cihuela, el de Ciria, la cueva de Covarrubias, la torre Algarbe (Almazul), la de Bliecos, la de Castil de Tierra, la de Villanueva de Zamajón, la de Hinojosa del Campo, la iglesia de Nuestra Señora de la Asunción (mismo pueblo), la torre de Ribarroya, la de Tordesalas, la de La Pica (Tajahuerce) y la iglesia de Nuestra Señora de la Asunción (Deza). Es conocida por tanto, la comarca, por la cantidad de torreones medievales que atesora.